# Système de politique positive
Le système de politique positive est un ouvrage écrit par Auguste Comte entre 1851 et 1854, donc dans la phase « religieuse » du positivisme.

## Théorie du cerveau
Auguste Comte s'était intéressé dès 1828 au cerveau, après son « épisode cérébral ».
Le premier schéma du tableau cérébral est établi en novembre 1846, lorsque Auguste Comte fait son deuil de la mort de Clotilde de Vaux.
Dans ses études sur le cerveau, Auguste Comte fait subir des transformations à la théorie de Gall .
La version définitive du tableau cérébral est publiée dans le système de politique positive en 1851,.

## Postérité
Le théoricien du droit Hans Kelsen se serait appuyé, en partie et indirectement, sur cet ouvrage pour définir sa théorie du droit positif : normativisme et pyramide des normes.